# چایم الیزر میزراهی
حییم الیعزر میزراحی (به عبری: חיים אלעזר מזרחי) (زاده ۱۸۵۸ در تهران - درگذشته ۱۹۰۹ در اورشلیم) یک شاعر، خاخام و رهبر یهودیان ایران بود.

## زندگی‌نامه
حیییم الیعزر میزراحی در سال ۱۸۵۸ در تهران متولد شد. کودکی خود را در تهران گذراند و در خانه توسط معلمان از سرزمین فلسطین که توسط پدرش استخدام شده بودند تعلیم دید. او تسلط زیادی به تورات داشت و در سن ۱۵ سالگی خاخام شد. او خطبه‌های هفتگی در کنیسه‌های تهران داشت. او علاوه بر خاخامی در تجارت سنگ‌های قیمتی و مروارید نیز دست داشت. در این زمان دین بهاییت در ایران گسترش یافت و همچنین بعضی یهودیان مسیحی شدند. او به شدت با گرویدن یهودیان به این دین‌ها مقابله می‌کرد. در سال ۱۸۹۵ به فلسطین مهاجرت کرد و در محله یهودیان ایران در بیت‌المقدس ساکن شد. ولیکن او در فلسطین بسیار فقیر شد. او کتاب شعر خود را به نام «حیات الایام» به زبان عبری و فارسی یهودی در سال ۱۹۰۷ منتشر کرد. او در بین یهودیان ایرانی در فلسطین بسیار قابل احترام بود و در سال ۱۹۰۹ درگذشت.